# مشروع إيه 199

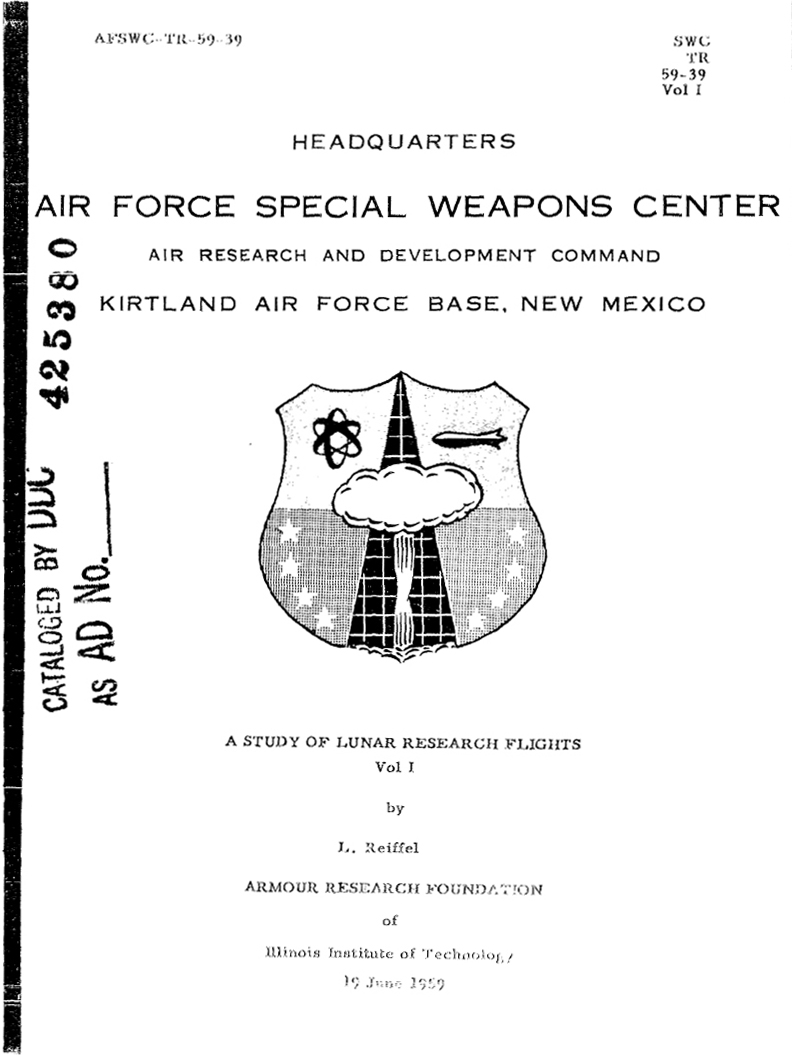

مشروع إيه 199، المعروف أيضًا باسم دراسة رحلات الأبحاث القمرية، كان خطة فائقة السرية طوّرتها في عام 1958 القواتُ الجوية الأمريكية. يهدف المشروع إلى تفجير قنبلة نووية على القمر، الأمر الذي يساعد في الإجابة عن بعض الأسئلة في علم الفلك الكوكبي والجيولوجيا الكوكبية. في حال فُجّر الجهاز النووي على السطح لا في فوهة قمرية، فإن بريق الضوء الناتج عن الانفجار سيكون مرئيًا بشكل خافت للناس على الأرض بعيونهم المجردة، بالإضافة إلى كونه استعراضًا للقوة يؤدي إلى زيادة محتملة في الروح المعنوية المحلية حول إمكانيات الولايات المتحدة، وهو أمر لازم بعد أن أخذ الاتحاد السوفييتي زمام المبادرة في سباق الفضاء، وقد كان الاتحاد السوفييتي يعمل على مشروع مشابه أيضًا.
لم يُنفذ المشروع أبدًا، إذ أُلغي بشكل رئيسي بدواعي الخوف من ردود فعل شعبية سلبية، مع عسكرة الفضاء المحتملة التي كان يشير إليها، ولأن الهبوط على سطح القمر سيكون بلا شك إنجازًا أكبر شعبية بكثير في عيون الرأي العام الأمريكي والعالمي على حد سواء. كان هناك مشروع مشابه من قبل الاتحاد السوفييتي لم يتحقق قط.
كُشف عن وجود المشروع الأمريكي في عام 2000 من قِبل المدير التنفيذي السابق للإدارة الوطنية للملاحة الجوية والفضاء (ناسا)، ليونارد رفاييل، الذي قاد المشروع في عام 1958. كان كارل ساغان الشاب جزءًا من الفريق المسؤول عن التنبؤ بتأثيرات التفجير النووي في الفراغ وظروف الجاذبية المنخفضة، بالإضافة إلى تقييم القيمة العلمية للمشروع. بقيت مستندات المشروع سرية لنحو 45 عامًا، ورغم ما كشف عنه رفاييل، لم تعترف حكومة الولايات رسميًا قط بانخراطها في الدراسة.

## خلفية
أخذ الاتحاد السوفييتي زمام المبادرة في سباق الفضاء خلال الحرب الباردة بإطلاقه سبوتنك 1 في 4 أكتوبر عام 1957. كان سبوتيك أول قمر صناعي يدور حول الأرض، وكانت مفاجأة نجاح إطلاقه، المصحوبة بالفشل المدوي لبرنامج فانغارد لإطلاق قمر أمريكي بعد محاولتين، قد أُطلق عليها اسم «أزمة سبوتك» وكانت المحرك لبدء سباق الفضاء. في محاولة منها لاستعادة الأرض المفقودة، باشرت الولايات المتحدة بسلسلة من المشاريع والدراسات الجديدة، تضمنت في النهاية إطلاق قمر إكسبلورر 1 وإنشاء وكالة مشاريع البحوث المتطورة الدفاعية (داريا) وناسا.

## المشروع
في عام 1949، بدأت مؤسسة أبحاث الدروع (إيه آر إف)، التي تقع في معهد إلينوي للتقنية، بدراسة آثار الانفجارات النووية على البيئة. استمرت هذه الدراسات حتى عام 1962. في مايو عام 1958، بدأت مؤسسة أبحاث الدروع بحوثًا سرية على النتائج المحتملة للانفجار النووي على القمر. كان الهدف الرئيسي للبرنامج، الذي جرى تحت إشراف القوات الجوية الأمريكية التي اقترحته في البداية، هو إحداث انفجار نووي يكون مرئيًا من الأرض. عُقد الأمل على أن يكون هذا المشهد محفزًا للروح المعنوية للشعب الأمريكي.
في وقت العلم بالمشروع، تناقلت الصحف إشاعة مفادها أن الاتحاد السوفييتي كان يخطط لتفجير قنبلة هيدروجينية على القمر. وفقًا للتقارير الصحفية في أواخر عام 1957، فقد أفشى مصدر مجهول لعميل في الخدمة السرية للولايات المتحدة أن السوفييت يخططون للاحتفال بالذكرى السنوية لثورة أكتوبر عن طريق إحداث انفجار نووي على القمر ليتزامن مع الخسوف القمري في 7 نوفمبر. تضمنت التقارير الإخبارية حول الإطلاق الشائع ذكر استهداف الجانب المظلم من خط الغلس؛ سيعتبر مشروع إيه 119 أيضًا هذا الحد هدفًا للانفجار. ذكرت التقارير أيضًا أن الفشل بضرب القمر سيؤدي على الأرجح إلى عودة الصاروخ نحو الأرض.
طُرحت فكرة مماثلة من قِبل إدوارد تيلر، «أبو القنبلة الهيدروجينية»، الذي اقترح في فبراير عام 1957 تفجير جهاز نووي فوق السطح القمري وأيضًا على مسافة منه لتحليل آثار الانفجار.

### البحث
اجتمع فريق مكون من عشرة أفراد بقيادة ليونارد رفاييل في معهد إلينوي للتقنية في شيكاغو لدراسة إمكانية الرؤية المحتملة للانفجار، والفوائد التي يضفيها على العلم، وإقحام السطح القمري في الدراسة. كان من ضمن فريق البحث عالم الفلك جيرارد كايبر، وطالب الدكتوراه عند كارل ساغان، الذي كان مسؤولًا عن التقدير الرياضي لتضخم سحابة غبارية في الفضاء حول القمر، وهي عنصر أساسي في تحديد إمكانية رؤية الانفجار من الأرض.
أخذ العلماء بعين الاعتبار استخدام قنبلة هيدروجينية في البداية، لكن القوات الجوية الأمريكية اعترضت على هذه الفكرة بسبب وزن الجهاز، إذ سيكون ثقيًلا جدًا لدفعه بوساطة الصاروخ الذي سيحمله معه. قُرر في النهاية استخدام الرأس الحربي دبليو 25، وهو رأس حربي صغير خفيف الوزن مع عائد منخفض نسبيًا يبلغ 1.7 كيلوطن. على سبيل المقارنة، نتج عن قنبلة «الولد الصغير» التي أُلقيت على هيروشيما اليابانية في عام 1945 عائد يبلغ 13-18 كيلوطن. سيحمل صاروخٌ الرأسَ الحربي 25 إلى الجانب المظلم من القمر حيث سينفجر عن طريق الارتطام. ستضيء الشمسُ السحابةَ الغبارية الناتجة عن الانفجار ومن ثم تكون مرئية من الأرض. وفقًا لرفاييل، كان تقدم القوات الجوية في تطوير الصواريخ البالستية العابرة للقارات سيجعل هذا الإطلاق ممكنًا بحلول عام 1959.

### الإلغاء
أُلغي المشروع في النهاية من قِبل القوات الجوية في يناير عام 1959، ويعود السبب على ما يبدو إلى الخوف من ردود الفعل الشعبية السلبية والخوف على السكان في حال حدث أي شيء خاطئ خلال الإطلاق. استشهد مدير المشروع ليوناردو رفاييل بعامل آخر هو الآثار المحتملة للتهاطل النووي على مشاريع البحث القمري والاستعمار المستقبلية.

### دلائل على المشروع السوفييتي
أظهرت التقارير اللاحقة في العقد الثاني من القرن الحادي والعشرين أن مشروعًا سوفييتيًا مكافئًا كان موجودًا أيضًا، مع أن المستندات الرسمية التي وُجدت حديثًا تبين أنه بدأ في عام 1958، لا في عام 1957، وهو تاريخ المصدر «المجهول» الذي استهلت إشاعاته المشروع الأمريكي، وقد اختلفت الخطة السوفييتية بالمثل عن السيناريو المعلن في الصحف. بدأ المشروع في يناير عام 1958، وكان جزءًا من سلسلة اقتراحات تحت الاسم الرمزي «إي E». خُصصت خطط مشروع «إي 1» للوصول إلى القمر، في حين تضمن المشروعان «إي 2» و«إي 3» إرسال مسبار يدور حول الجانب البعيد من القمر لأخذ صور فوتوغرافية لسطحه. تلخصت الخطوة الأخيرة من المشروع، وهي «إي 4»، في إحداث ضربة نووية في القمر كنوع من إظهار القوة. أما بالنسبة إلى الأمريكيين، فقد أُلغيت سلسلة مشاريع إي بينما كانت لا تزال في طور التخطيط نتيجة المخاوف المتعلقة بسلامة صاروخ الإطلاق وموثوقيته.

## النتائج
منع التوقيع على معاهدة الحظر الجزئي للتجارب النووية في عام 1963 ومعاهدة الفضاء الخارجي في عام 1967 استكشافَ مفهوم تفجير جهاز نووي على القمر. بحلول ذلك الوقت، نفذت كل من الولايات المتحدة والاتحاد السوفييتي انفجاراتٍ نووية في مناطق مرتفعات عالية، من ضمنها عملية البسكويت الأولى، وعملية أرجوس، وعملية دومنيك، ومشروع كي.
بحلول عام 1969، أحرزت الولايات المتحدة نصرًا جديرًا بالاعتبار في سباق الفضاء بعد نجاحِ بعثة أبولو 11. في ديسمبر من ذلك العام، اقترح العالِم غاري لاثام تفجير جهاز نووي «صغير بعض الشيء» على القمر في سبيل التمهيد للأبحاث على مكوناته الجيولوجية. رُفضت الفكرة لأنها تعارضت مع خطط قياس إشعاع الخلفية الطبيعي للقمر.